# Wiesioła
Wiesioła – wzniesienie o wysokości 110,8 m n.p.m. na Wysoczyźnie Choczewskiej, położone w woj. pomorskim, w powiecie lęborskim, na obszarze gminy Wicko.

## Nazwa
Nazwę Wiesioła wprowadzono urzędowo w 1949 roku, zastępując poprzednią niemiecką nazwę Wissel Berg.